# Cait O'Riordan
Caitlín "Cait" O'Riordan, née à Lagos le 4 janvier 1965, est une musicienne britannique. Elle est bassiste pour le groupe The Pogues de 1983 à 1986. Plus tard, elle joue avec son mari Elvis Costello de 1986 à 2002, et participe à divers autres projets.

## Biographie
Caitlín O'Riordan est née au Nigéria de parents irlandais et écossais, qui ont déménagé à Londres en 1967 lors de la guerre du Biafra. En 1979, elle rencontre le futur chanteur des Pogues Shane MacGowan, qui travaille comme disquaire.
En 1982, celui-ci l'invite à rejoindre son nouveau groupe, Pogue Mahone. Elle apparait sur les deux premiers albums, Red Roses for Me et Rum, Sodomy, and the Lash, ainsi que l'EP Poguetry in Motion et plusieurs singles, avant de quitter le groupe en 1986. En plus de jouer de la basse, elle chante sur I'm a Man You Don't Meet Every Day issu de l'album Rum, Sodomy, and the Lash, et sur Haunted issu de la bande originale du film Sid et Nancy. Le plus grand succès commercial des Pogues, Fairytale of New York issu de l'album If I Should Fall from Grace with God, a été écrit comme un duo entre O'Riordan et MacGowan, mais le groupe enregistre finalement avec Kirsty MacColl la partie féminine. O'Riordan et Costello sont mentionnés dans les paroles de Fiesta de If I Should Fall from Grace with God.
O'Riordan démarre une relation avec Elvis Costello en 1985, quand celui-ci produit l'album Rum, Sodomy, and the Lash et se marient en 1986.
Avec Costello elle a écrit, co-écrit, et est apparue sur des chansons des albums King of America, Blood and Chocolate, Spike et Mighty Like a Rose. O'Riordan et Costello divorcent en 2002. En 2008 dans une interview avec le Irish Independent, elle a nié avoir jamais formellement épousé Costello.
En 2004, elle rejoint le guitariste des Pogues Phil Chevron avec son groupe [The Radiators]. La même année, elle part en tournée avec les Pogues pour la première fois en 18 ans. Elle quitte ensuite The Radiators, remplacée en février 2006 par Jesse Stand, et forme le groupe PreNup avec le guitariste Fiachna Ó Braonáin, du groupe Hothouse Flowers.